# Alexandru Marghiloman
Alexandru Marghiloman, född 27 januari 1854 i Buzău, död där 10 maj 1925, var en rumänsk politiker.
Marghiloman studerade juridik vid Sorbonne, var 1879–83 statsadvokat, anslöt sig inom politiken till junimisterna och invaldes 1884 i deputeradekammaren. Han var från 1888 medlem av de flesta konservativa ministärerna, bland annat utrikesminister under Petre P. Carp 1900–01, inrikesminister i en ny ministär Carp 1911–12 och finansminister under Titu Maiorescu 1912–14. 
Under första världskriget påyrkade Marghiloman i det längsta neutralitet och var under centralmakternas ockupation av Rumänien ministerpresident mars till november 1918 samt avslöt som sådan med centralmakterna freden i Bukarest den 7 maj samma år. Efter första världskrigets slut var han ledare för en liten konservativ partigrupp.